# Res ad Triarios rediit
Res ad Triarios rediit è una locuzione latina, traducibile con "arrivare ai Triarii"; tradizionalmente indicava una battaglia particolarmente cruenta dove, per riuscire a ribaltarne le sorti, si era costretti a ricorrere alla terza linea dello schieramento della legione romana, appunto ai Triarii.
I ranghi dei Triarii erano costituiti dai veterani più esperti e con equipaggiamento migliore: dotati di una lunga lancia combattevano alle spalle dei Principes e degli Astati, vibrando il colpo finale allo schieramento nemico o salvando la situazione nei momenti più critici.
In senso più figurato può essere usato come espressione per indicare la volontà di battersi fino in fondo ad ogni costo, oppure per indicare una situazione in cui si è costretti ad impiegare le ultime risorse disponibili.